# Val-de-Fier
Val-de-Fier är en kommun i departementet Haute-Savoie i regionen Auvergne-Rhône-Alpes i sydöstra Frankrike. Kommunen ligger i kantonen Rumilly som tillhör arrondissementet Annecy. År 2015 hade Val-de-Fier 666 invånare.

## Befolkningsutveckling
Antalet invånare i kommunen Val-de-Fier
| Referens: INSEE |